# 梅村浩
梅村 浩（うめむら ひろし、1944年12月19日 - 2019年3月8日）は、日本の数学者。理学博士（名古屋大学）。元名古屋大学大学院多元数理科学研究科教授。名古屋大学名誉教授。愛知県名古屋市出身。
専門は、代数幾何学で、微分方程式のガロア理論を研究。特に、パンルヴェ方程式の代数的構造を解明し、さらに、ガロア体のピカール・ヴェッシオ理論の代数幾何的基礎付けに成功したことで知られる。1998年度日本数学会の代数学賞を受賞。瑞宝中綬章追贈、叙正四位。

## 経歴
- 1967年 名古屋大学理学部数学科卒業
- 1969年 名古屋大学大学院理学研究科数学修士課程修了
- 1970年 ストラスブール大学理学部数学科（フランス政府給費留学生）
- 1971年 Institut des Hautes Études Scientifiques研究員
- 1973年 理学博士の学位を取得（名古屋大学）[4]
- 1977年 ストラスブール大学理学部数学科客員教授
- 1983年 ストラスブール大学理学部客員教授
- 1986年 三重大学教育学部教授
- 1988年 熊本大学理学部教授
- 1992年 名古屋大学教養部教授
- 1993年 名古屋大学理学部教授
- 1995年 名古屋大学大学院多元数理科学研究科教授
- 2008年 同大学院同研究科 退職／退職記念講義「射影極限と帰納極限」[5][6]

## 著書
- 1983年 Minimal rational threefolds
- 1984年 Resolution of algebraic equations by theta constants
- 1985年 On the maximal connected algebrair subgroups of the Cremona group II
- 1986年 Algebro-geometric proflems arising from Painleve's works
- 1998年 On the irreducibility of the first differential equation of Painleve
- 2000年 『楕円関数論 - 楕円曲線の解析学』東京大学出版会